# Liste der Ortschaften im Bezirk Braunau am Inn
Die Liste der Ortschaften im Bezirk Braunau enthält die Gemeinden und ihre zugehörigen Ortschaften im oberösterreichischen Bezirk Braunau am Inn.
- Altheim
  - Diepolding
  - Englwertsham
  - Gallenberg
  - Gaugsham
  - Kling
  - Lehen
  - Lüfteneck
  - Mauernberg
  - Schwaig
  - Stern
  - Wagham
  - Weidenthal
  - Weirading
  - Wolfegg

- Aspach
  - Aichet
  - Au
  - Baumgarten
  - Buchleiting
  - Döging
  - Dötting
  - Ecking
  - Eigelsberg
  - Eisecking
  - Englham
  - Hinterholz
  - Hobling
  - Kappeln
  - Kasing
  - Kasting
  - Katzlberg
  - Kleinschneidt
  - Leithen
  - Leithen am Walde
  - Maierhof
  - Migelsbach
  - Mitterberg
  - Naderling
  - Niederham
  - Offenschwandt
  - Parz
  - Pimberg
  - Ried
  - Roith
  - Rottersham
  - Steinberg
  - Teinsberg
  - Thal
  - Wasserdobl
  - Weißau
  - Wieselberg
  - Wildenau

- Auerbach
  - Au
  - Holz
  - Höring
  - Oberirnprechting
  - Oberkling
  - Riensberg
  - Rietzing
  - Unterirnprechting
  - Unterkling
  - Wimpassing

- Braunau am Inn
  - Aching
  - Au
  - Blankenbach
  - Braunau Neustadt
  - Gasteig
  - Haiden
  - Haselbach
  - Himmellindach
  - Höft
  - Laab
  - Lach
  - Lindach
  - Maierhof
  - Neue Heimat
  - Oberrothenbuch
  - Osternberg
  - Ranshofen
  - Roith
  - Scheuhub
  - Tal
  - Unterrothenbuch

- Burgkirchen
  - Albrechtsberg
  - Alharting
  - Atzing
  - Au
  - Bachleiten
  - Biburg
  - Brand
  - Brunning
  - Edthof
  - Eglsee
  - Fartham
  - Forstern
  - Frieseneck
  - Fuchshofen
  - Fürch
  - Geretsdorf
  - Grillham
  - Harham
  - Hermading
  - Herrngassen
  - Holzgassen
  - Kaltenhausen
  - Kobledt
  - Kühberg
  - Lindhof
  - Maxedt
  - Mitterlach
  - Oberaching
  - Oberhartberg
  - Oberseibersdorf
  - Passberg
  - Penning
  - Sankt Georgen an der Mattig
  - Scheuhub
  - Solling
  - Spraid
  - Stockleiten
  - Tal
  - Unterhartberg
  - Unterseibersdorf
  - Vorbuch
  - Walzing
  - Weikerding
  - Wollöster

- Eggelsberg
  - Arnstetten
  - Autmannsdorf
  - Beckenberg
  - Bergstetten
  - Großschäding
  - Gundertshausen
  - Haselreith
  - Hehenberg
  - Heimhausen
  - Hitzging
  - Hötzenau
  - Ibm
  - Kleinschäding
  - Meindlsberg
  - Miesling
  - Oberhaslach
  - Oberhaunsberg
  - Pippmannsberg
  - Revier Eggelsberg
  - Revier Gundertshausen
  - Revier Heimhausen
  - Trametshausen
  - Untergrub
  - Unterhaunsberg
  - Wannersdorf
  - Weilbuch
  - Weinberg

- Feldkirchen bei Mattighofen
  - Aich
  - Altheim
  - Aschau
  - Außerpirach
  - Bamberg
  - Burgkirchen
  - Edt
  - Emerding
  - Gerberling
  - Gietzing
  - Gstaig
  - Hafenberg
  - Haiderthal
  - Hansried
  - Haselpfaffing
  - Hennergraben
  - Holz
  - Höslrein
  - Innerpirach
  - Jetzing
  - Kampern
  - Kendling
  - Klöpfing
  - Oichten
  - Öppelhausen
  - Ottenhausen
  - Otterfing
  - Primsing
  - Quick
  - Renzlhausen
  - Revier Renzlhausen
  - Sattlern
  - Sperledt
  - Vormoos
  - Wenigaschau
  - Wexling
  - Wiesing
  - Willersdorf

- Franking
  - Buch
  - Dorfibm
  - Eggenham
  - Eisengöring
  - Holzleithen
  - Holzöster
  - Neuhausen
  - Oberfranking

- Geretsberg
  - Brunn
  - Ehrschwendt
  - Emmersberg
  - Gasteig
  - Goldbrunn
  - Henkham
  - Hinterhof
  - Kobl
  - Lehrsberg
  - Maxlmoos
  - Mühlberg
  - Pimbach
  - Preisenberg
  - Reith
  - Straß
  - Webersdorf
  - Weißplatz
  - Werberg

- Gilgenberg am Weilhart
  - Baumgarten
  - Bierberg
  - Bitzlthal
  - Dick
  - Gilgenberg Revier
  - Hinterklam
  - Hof
  - Hoißgassen
  - Hopfersbach
  - Hub
  - Lohnsberg
  - Mairhof
  - Reith
  - Röhrn
  - Ruderstallgassen
  - Schnellberg
  - Sterz
  - Weidenthal
  - Zeisberg

- Haigermoos
  - Aich
  - Edt
  - Hehermoos
  - Marktl
  - Ortholling
  - Pfaffing
  - Weyer
  - Witzling

- Handenberg
  - Adenberg
  - Aigen
  - Apfental
  - Buchsberg
  - Eckbach
  - Edthof
  - Großschieder
  - Hangöbl
  - Hinterberg
  - Kastenberg
  - Kleinschieder
  - Kohlbach
  - Kölln
  - Leimhof
  - Moos
  - Pöllersberg
  - Polzwies
  - Sandtal
  - Spieglern
  - Straß
  - Utting
  - Viermaiern
  - Weg
  - Wurmshub
  - Zaun

- Helpfau-Uttendorf
  - Alm
  - Anzenberg
  - Brunning
  - Freihub
  - Gaismannslohen
  - Heitzing
  - Helpfau
  - Höfen
  - Kager
  - Lohnau
  - Ort
  - Reichsdorf
  - Reith
  - Sankt Florian
  - Scheiblberg
  - Sonnleiten
  - Steinbruch
  - Steinrödt
  - Straß
  - Uttendorf
  - Wienern

- Hochburg-Ach
  - Ach
  - Barsdorf
  - Dorfen
  - Duttendorf
  - Endt
  - Geretsdorf
  - Grund
  - Grünhilling
  - Hochburg
  - Holzgassen
  - Kälbermoos
  - Kreil
  - Lindach
  - Mitterndorf
  - Oberkriebach
  - Reisach
  - Reith
  - Sengstatt
  - Staudach
  - Thann
  - Unterkriebach
  - Unterweitzberg
  - Wanghausen
  - Weng

- Höhnhart
  - Aichbichl
  - Aigertsham
  - Ainetsreit
  - Außerleiten
  - Buchberg
  - Diepoltsham
  - Eden
  - Eitzing
  - Feichta
  - Haging
  - Herbstheim
  - Hub
  - Leitrachstetten
  - Liedlschwandt
  - Miesenberg
  - Oberaichberg
  - Peretsdobl
  - Perwart
  - Stegmühl
  - Thalheim
  - Thannstraß
  - Unteraichberg

- Jeging
  - Abern
  - Bernroid
  - Gewerbegebiet
  - Hochhalting
  - Oberedt
  - Pfaffing
  - Schweiber
  - Unteredt

- Kirchberg bei Mattighofen
  - Aigen
  - Alterding
  - Angelberg
  - Bermading
  - Buch
  - Eglsee
  - Entham
  - Ersperding
  - Gopperding
  - Gumping
  - Hilprechtsham
  - Iming
  - Kobl
  - Lamperding
  - Moosdorf
  - Oberkreit
  - Obermaisling
  - Sauldorf
  - Setzka
  - Siegertshaft
  - Thal
  - Unterkreit
  - Untermaisling
  - Walterding
  - Wendling

- Lengau
  - Ameisberg
  - Aug
  - Bach
  - Baierberg
  - Edt
  - Flörlplain
  - Frauscherberg
  - Friedburg
  - Gassl
  - Gollmannseck
  - Gstöckat
  - Heiligenstatt
  - Höcken
  - Holz
  - Igelsberg
  - Krenwald
  - Kühbichl
  - Mittererb
  - Oberehrneck
  - Obererb
  - Pfannenstiel
  - Sankt Ulrich
  - Schneegattern
  - Schwöll
  - Teichstätt
  - Unterehrneck
  - Untererb
  - Utzweih
  - Wimpassing

- Lochen am See
  - Ainhausen
  - Astätt
  - Babenham
  - Bergham
  - Daxjuden
  - Dirnham
  - Edenplain
  - Feldbach
  - Gebertsham
  - Gunzing
  - Gutferding
  - Hofstätt
  - Intenham
  - Kerschham
  - Koppelstätt
  - Kranzing
  - Lasberg
  - Niedertrum
  - Oberhaft
  - Oberweißau
  - Petersham
  - Rackersing
  - Reitsham
  - Scherschham
  - Schimmerljuden
  - Sprinzenberg
  - Stein
  - Stullerding
  - Tannberg
  - Unterlochen
  - Wichenham
  - Zeisental

- Maria Schmolln
  - Aicheck
  - Bachleiten
  - Breitenberg
  - Bucheck
  - Großenaich
  - Gstocket
  - Haslau
  - Höh
  - Leitnerseck
  - Michlbach
  - Oberfeld
  - Oberminathal
  - Perneck
  - Schnellberg
  - Schweigertsreith
  - Sollach
  - Thannstraß
  - Unterfeld
  - Unterminathal
  - Utzeneck
  - Winkelpoint

- Mattighofen

- Mauerkirchen
  - Biburg
  - Spitzenberg
  - Unterbrunning

- Mining
  - Alberting
  - Amberg
  - Frauenstein
  - Gundholling
  - Holl
  - Kaltenau
  - Mamling
  - Obersunzing
  - Öppling
  - Unterbergham
  - Untersunzing

- Moosbach
  - Bäckenberg
  - Dietraching
  - Grubedt
  - Hainschwang
  - Hufnagl
  - Hunding
  - Matzelsberg
  - Reisach
  - Reisedt
  - Schacha
  - Spraidt
  - Steingassen
  - Waasen
  - Wimholz
  - Winden

- Moosdorf
  - Einsperg
  - Elling
  - Furkern
  - Habersdorf
  - Hackenbuch
  - Haslach
  - Jedendorf
  - Kimmelsdorf
  - Moosmühl
  - Mühlbach
  - Puttenhausen
  - Seeleiten
  - Stadl
  - Weichsee

- Munderfing
  - Ach
  - Achenlohe
  - Achtal
  - Althöllersberg
  - Baumgarten
  - Bradirn
  - Buch
  - Haidberg
  - Hirschlag
  - Höllersberg
  - Katztal
  - Kolming
  - Lichteneck
  - Oberweißau
  - Parz
  - Pfaffing
  - Rödt
  - Spreitzenberg
  - Stocker
  - Unterweißau
  - Valentinhaft
  - Wiesenham

- Neukirchen an der Enknach
  - Apfenthal
  - Badhub
  - Bogendorf
  - Bründl
  - Brunn im Gries
  - Dietzing
  - Dorf
  - Eisenhub
  - Engelberg
  - Enknach
  - Eschberg
  - Friedrichsdorf
  - Gsotthub
  - Händschuh
  - Häusl
  - Hinterberg
  - Hof
  - Hollstraß
  - Kammerleiten
  - Kirchweg
  - Königsaich
  - Kottingauerbach
  - Lach
  - Maierhof
  - Oberguggen
  - Oberthal
  - Österlehen
  - Paßberg
  - Rittersberg
  - Scheuhub
  - Schmalzhofen
  - Schützing
  - Solling
  - Spritzendorf
  - Stadlern
  - Stockhofen
  - Stoibergassen
  - Straß
  - Tausendengel
  - Unterguggen
  - Unterholz
  - Wiesmaiern

- Ostermiething
  - Diepoltsdorf
  - Ernsting
  - Ettenau
  - Felm
  - Gumpling
  - Hollersbach
  - Marktl
  - Ortholling
  - Roidham
  - Simling
  - Sinzing
  - Steinbach
  - Wimm

- Palting
  - Bergham
  - Brandstätt
  - Bruck
  - Dietersham
  - Eidenham
  - Fischerjuden
  - Guggenberg
  - Heming
  - Hiltenwiesen
  - Imsee
  - Macking
  - Mödenham
  - Mundenham
  - Neckreith
  - Rutzing
  - Singham
  - Stockham
  - Unteröd
  - Weikertsham

- Perwang am Grabensee
  - Baumgarten
  - Edt
  - Elexlochen
  - Endfelden
  - Grub
  - Gumperding
  - Hinterbuch
  - Kirchsteig
  - Oberröd
  - Reith
  - Rödhausen
  - Rudersberg
  - Stockach
  - Unterröd

- Pfaffstätt
  - Erlach
  - Fludau
  - Kitzing
  - Kuglberg
  - Sollern

- Pischelsdorf am Engelbach
  - Aich
  - Berg
  - Buch
  - Deimledt
  - Dessenhausen
  - Edt
  - Engelschärding
  - Erlach
  - Feldmühl
  - Glatzberg
  - Großgollern
  - Gschwendt
  - Hart
  - Humertsham
  - Irnstötten
  - Kager
  - Kaltenhausen
  - Kleingollern
  - Landerting
  - Moos
  - Ottendorf
  - Perleiten
  - Pfaffing
  - Posching
  - Schmidham
  - Schwarzgröben
  - Siegerting
  - Stapfing
  - Stempfen
  - Unterhart
  - Wagenham
  - Wehrsdorf

- Polling im Innkreis
  - Aigelsberg
  - Altenaichet
  - Graham
  - Holzerding
  - Imolkam
  - Ornading
  - Remoneuberg

- Roßbach
  - Bruckwies
  - Buch
  - Edt
  - Fraham
  - Frieseneck
  - Grünau
  - Gschaidt
  - Hinteredt
  - Hofing
  - Hub
  - Jaiding
  - Krottenthal
  - Parschalling
  - Rödham
  - Schiefeck
  - Schwathof
  - Thal
  - Ursprung
  - Wesen
  - Wolfeck
  - Zechleiten

- Sankt Georgen am Fillmannsbach
  - Anferding
  - Angern
  - Brandstatt
  - Feichten
  - Fillmannsbach
  - Reichsberg
  - Scheuern
  - Steckenbach
  - Wies

- Sankt Johann am Walde
  - Dobl
  - Frauschereck
  - Geierseck
  - Grubmühl
  - Höh
  - Klafterreith
  - Obereck
  - Peretseck
  - Raucheneck
  - Roith
  - Schauberg
  - Scherfeck
  - Schlagereck
  - Schnaidt
  - Schneibenschlag
  - Schöfeck
  - Schwandt
  - Stixeck
  - Straß
  - Warleiten
  - Windschnur
  - Winkl

- Sankt Pantaleon
  - Hollersbach
  - Kirchberg
  - Laubenbach
  - Loidersdorf
  - Mühlach
  - Pirach
  - Reith
  - Riedersbach
  - Roidham
  - Seeleiten
  - Steinwag
  - Stockham
  - Trimmelkam
  - Wildshut

- Sankt Peter am Hart
  - Aching
  - Aham
  - Aselkam
  - Bergham
  - Bogenhofen
  - Dietfurt
  - Guggenberg
  - Hagenau
  - Hart
  - Heitzenberg
  - Hundslau
  - Jahrsdorf
  - Meinharting
  - Moos
  - Nöfing
  - Ofen
  - Reikersdorf
  - Schickenedt
  - Spraid
  - Wimm

- St. Radegund
  - Biri
  - Eichbichl
  - Ettenau
  - Hadermarkt
  - Schwabenlandl
  - Werfenau

- Sankt Veit im Innkreis
  - Marlupp
  - Pirat
  - Pudexing
  - Schacher
  - Wimhub

- Schalchen
  - Äpfelberg
  - Au
  - Auffang
  - Baumgarten
  - Erb
  - Furth
  - Häuslberg
  - Hitzleiten
  - Langwiedmoos
  - Mitterholzleiten
  - Neudorf
  - Oberharlochen
  - Oberholzleiten
  - Oberlindach
  - Oberweinberg
  - Stallhofen
  - Unterharlochen
  - Unterholzleiten
  - Unterlindach
  - Unterlochen
  - Unterweinberg
  - Weinberg
  - Wiesing
  - Zeiledt

- Schwand im Innkreis
  - Adenbrunn
  - Berg
  - Berndorf
  - Bernhof
  - Bruck
  - Bruck im Holz
  - Brunn im Gries
  - Brunnthal
  - Ebenthal
  - Ginshöring
  - Gries
  - Haus
  - Holz
  - Kammern
  - Kronleiten
  - Ottenschwand
  - Paischen
  - Paschen
  - Prielhof
  - Reith
  - Reuhub
  - Schmieding
  - Semmelhof
  - Sengthal
  - Siebenmaiern
  - Weilhart

- Tarsdorf
  - Am Anger
  - Döstling
  - Eckldorf
  - Ehersdorf
  - Eichbichl
  - Fugging
  - Haid
  - Hofstadt
  - Hofweiden
  - Hörndl
  - Hucking
  - Leithen
  - Neues Dorf
  - Ölling
  - Schmidham
  - Sensberg
  - Sinzing
  - Staig
  - Wimm
  - Winham
  - Wolfing
  - Wupping

- Treubach
  - Ascherdorf
  - Himmelschlag
  - Hub
  - Lindlau
  - Matt
  - Mitterdorf
  - Obertreubach
  - Pfendhub
  - Radlham
  - Schalchen
  - Teiseneck
  - Untertreubach
  - Weidenpoint
  - Wimholz
  - Wittigau

- Überackern
  - Aufhausen
  - Berg
  - Kreuzlinden
  - Mühltal
  - Weng

- Weng im Innkreis
  - Appersting
  - Bauerding
  - Bergham
  - Buch
  - Burgstall
  - Elling
  - Gunderding
  - Harterding
  - Hauserding
  - Hunding
  - Leithen
  - Mankham
  - Pirath
  - Riedlham
  - Wernthal